# Litoria bibonius
Espèce
Statut de conservation UICN

 LC  : Préoccupation mineure
Litoria bibonius est une espèce d'amphibiens de la famille des Pelodryadidae.

## Répartition
Cette espèce est endémique de l'archipel d'Entrecasteaux en Papouasie-Nouvelle-Guinée. Elle se rencontre sur les îles Normanby et Goodenough.

## Publication originale
- Kraus & Allison, 2004 : Two New Treefrogs from Normanby Island, Papua New Guinea. Journal of Herpetology, vol. 38, no 2, p. 197–207.